# خروف مشوي

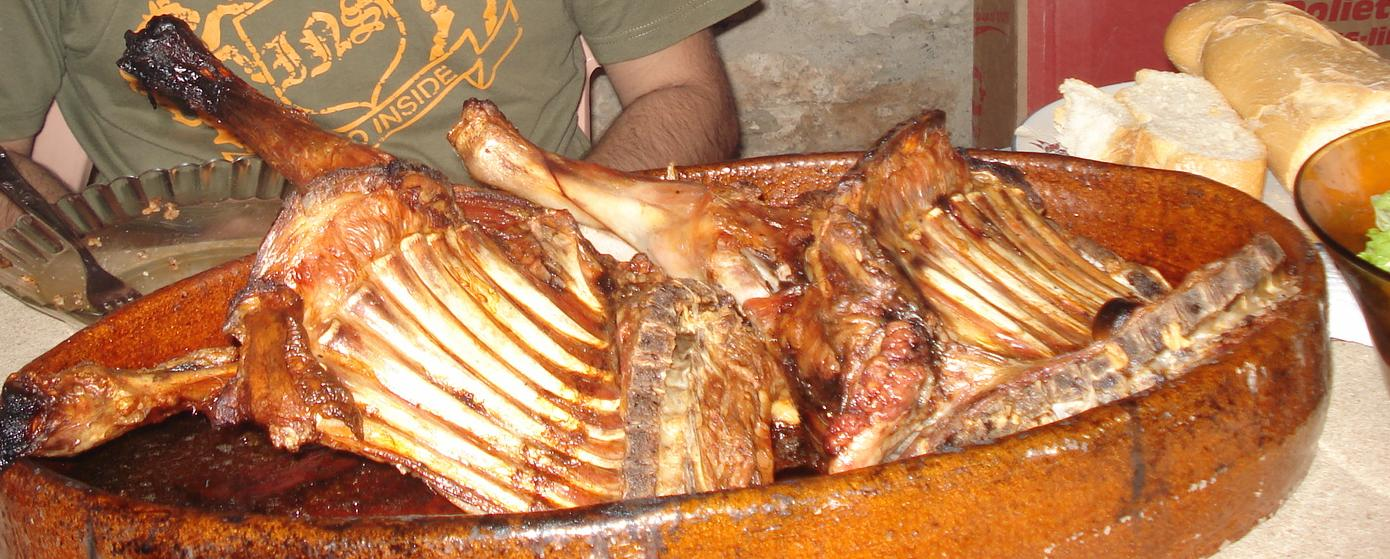

يعتبر الخروف المشوي (بالإسبانية: Cordero asado)‏ طبقا شعبيا في مختلف البلدان والثقافات. وهو شائع جدا في بلاد المسلمين، ولكن يستخدم في طهيه اللحم الذي يسمح به قوانين الأسلام. وهو أيضا جزء من الأعياد اليهودية مثل عيد الفصح. ويحظى الخروف المشوي بشعبية كبيرة في المطبخ الإسباني، ويعود تاريخه إلى الأندلس حيث كان شعبيا هناك. ويتم شوي الخروف بطرق مختلفة، فأحيانا يشوي كله وأحيانا يقسم نصفين، وتعتمد طريقة التقطيع على الأذواق من مكان لآخر.

## المقادير
- 4 أكتاف طفل الحمل.
- قليل من أعشاب الروزماري.
- بصلتان حجم وسط، مقطعتان إلى شرائح.
- 4 فصوص من الثوم.
- 2 أكواب من النبيذ الأبييض.
- زيت الزيتون وملح وفلفل أسود.
- 2 رطل من البطاطس، مقطعة إلى شرائح رقيقة.
- 3 ملاعق كبيرة من البقدونس المفروم فرما ناعما ورقة مسطحة.